# 劉芳 (成化進士)
劉芳 （？年—？年），字永锡，廣東肇慶府陽江縣人，民籍，明朝政治人物。

## 生平
由縣學生中式廣東鄉試第七十四名舉人，會試中式第二百五十三名。年□十七歲中式成化十四年戊戌科第三甲第一百八十八名進士。授靖安縣知縣，治績煥然。六年後召為戶部主事，轉郎中，出知廣西南寧府。

## 家族
曾祖劉全；祖劉濟；父劉□，□；母鄭氏。永感下，妻徐氏，兄長；□，弟英。行一。
子劉竑，為弘治十八年（1505年）進士。